# Picarón
Los picarones son dulces fritos en forma de anillo hechos con masa de harina de trigo mezclada con zapallo, y, en ocasiones, camote, bañados en miel de chancaca aromatizada. Su origen se remonta a los buñuelos españoles, y es un plato tradicional de las gastronomías peruana y chilena.

## Historia

### Antecedentes
Su origen se encuentra en los buñuelos españoles —una preparación muy antigua de la cocina mediterránea con posteriores influencias moriscas— que consumían los conquistadores. Con la colonización española de América, la preparación de diferentes masas fritas se extendió a las diferentes latitudes del Imperio español, creando variantes a nivel local con base en los ingredientes y costumbres que existían en cada territorio.

### En Perú

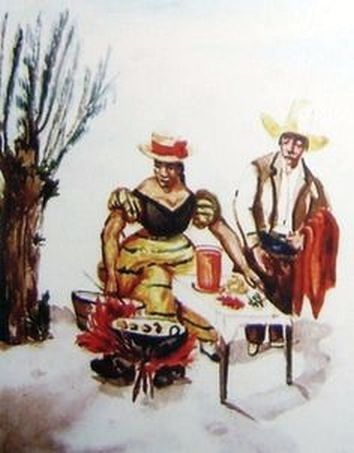
Mulata o negra preparando buñuelos (o picarones) en Lima hacia 1850 (acuarela de Pancho Fierro)

En los tiempos del Virreinato del Perú, la receta pasó a las cocineras negras y mulatas, que los expandieron no solo como alimento popular y objeto de mercancía (a través de la figura del pregón), sino como dulce preferido de las casas señoriales.
En su preparación se combinaron ingredientes indígenas —como el camote y el zapallo— con aquellos introducidos por los españoles —como la harina de trigo y el azúcar en forma de panes de chancaca (llamada «panela» en otros países hispanoamericanos)—.
Los picarones eran ofrecidos durante las procesiones religiosas, principalmente la del Señor de los Milagros en Lima. Desde el siglo XVIII los pregoneros mestizos, mulatos y negros los han preparado y vendido junto con otros postres, platos y bebidas.
El escritor y poeta español Esteban Terralla y Landa, establecido en Lima en 1787, escribió Lima por dentro y fuera en consejos económicos, saludables, políticos y morales que dá un amigo á otro con motivo de querer dexar la ciudad de México por pasar á la de Lima... (1797), donde, en su «Descanso Decimoquinto - Romance XVI», describió que los buñuelos preparados en la capital peruana se llaman picarones:

Verás muchos picarones
(Que así llaman los buñuelos)
Y á muchos hombres que son 
Mas picarones que ellos.

El pintor Pancho Fierro muestra su existencia en acuarelas, y el tradicionalista peruano Ricardo Palma describe los pregones en sus Tradiciones Peruanas (1883):

A las dos de la tarde, [salían a vender] la picaronera, el humitero, y el de la rica causa de Trujillo.

Durante los primeros años de la República del Perú, su consumo fue masivo en Lima, tanto en fiestas como en días regulares. Ya desde aquellos tiempos, los picarones se despachaban en puestos ambulantes y callejeros, costumbre aún vigente. Actualmente es uno de los postres limeños más populares, celebrándose festivales y concursos cuya temática gira en torno a este buñuelo.

### En Chile
«La Negra Rosalía»
En septiembre de 1880, Marcos Mena publicó El consejero doméstico, o sea un paso hácia la verdad hijiénica. Colección de instrucciones, consejos, recetas i advertencias utiles a la familia i al alcance popular (ortografía original), donde apareció la receta de «[l]os célebres picarones de la negra Rosalia».
Sobre la negra Rosalía, hay tres fuentes:
- En la novela La Negra Rosalía o el Club de los Picarones (1896), del cronista J. Abel Rosales, se indica que, tras ocupar Lima, las tropas chilenas de la Expedición Libertadora del Perú (1820-1824) se distraían en el barrio de Malambo; allí, junto a una iglesia, la negra Rosalía vendía sus picarones, que se popularizaron entre los soldados.[8] Luego, se casó con el chileno Pedro Olivos y se estableció en 1825 en Santiago, donde los vendía —junto con granaderos y cazadores, vasos de pisco de distinta capacidad, y señoritas, vasos de mistela— en la esquina de las calles San Pablo y del Correo Viejo.[9]
- En Pandemonium: novela santiaguina (1957), de Lautaro Silva, se muestra que era peruana y la introductora de los picarones, que vendía en la calle frente a la Posada de Santo Domingo en Santiago.[10]
- En Sabor y saber de la cocina chilena (1987), del abogado y gastrónomo Hernán Eyzaguirre Lyon, se señala que Rosalía Hermosilla era una chilena nacida en Aconcagua que, a la edad de 4 años, fue llevada por sus padres a Lima, donde posteriormente se casó con el peruano Pedro Olivo, aprendió a cocinar y se hizo famosa por vender buñuelos bañados en almíbar llamados «picarones»; regresó a Chile en 1823 y, en una de las esquinas de las calles Teatinos y Santo Domingo, abrió un local donde vendió dos novedades para los parroquianos santiaguinos: los picarones y el pisco.[11]

José Zapiola Cortés
El compositor y político José Zapiola Cortés, quien describió en sus memorias Recuerdos de treinta años (1810-1840) los picarones eran uno de los alimentos que se vendían típicamente en la Plaza de Armas santiaguina:

La Plaza de Armas no estaba empedrada. La Plaza de Abasto, galpon inmundo, sobre todo en el invierno, estaba en el costado oriente. El resto de la plaza hasta la pila, que ocupaba el mismo lugar que ahora, pero de donde ha emigrado el rollo, su inseparable compañero, hace más de treinta años; el resto de la plaza hasta la pila, decimos, estaba ocupado por los vendedores de mote, picarones, huesillos, etc., etc., i por los caballos de los carniceros (ortografía original).

Adriana Montt y Prado
En un carta fechada en 1826, Adriana Montt y Prado (1748-1828) escribe sobre la comida en su casa a la que ha invitado al almirante Manuel Blanco Encalada, donde figuran «[...] morocho con leche, mote con o sin azúcar, sopaipillas, picarones, empanadas [...]». En Seis años de vacaciones. Recuerdos de la Guerra del Pacífico (1879-84) (1929), Arturo Benavides Santos relata que en Quillota en 1879 «[c]on frecuencia los parientes y amigos de confianza íbamos después de retreta al mercado, que se acostumbraba abrir de noche, a comer los buñuelos, ordinariamente llamados “picarones”». En Apuntes para la historia de la cocina chilena (1943), el historiador Eugenio Pereira Salas señala que «una de las más típicas adquisiciones de la Patria Nueva [(1817-1823) fueron] los picarones».

## Descripción
En Perú se elaboran utilizando una masa compuesta por harina de trigo, levadura, camote y zapallo, ambos precocidos, y el agua de la cocción de las verduras infusionada con granos de anís. Esa masa fermentada, se fríe en aceite formando anillos. Una vez fritos, se bañan, al momento de servir, con miel de chancaca, aromatizada con hojas de higuera, canela, granos de anís, clavo de olor y cáscara de naranja.
En Chile se preparan utilizando una masa a base de harina de trigo, levadura, una pizca de azúcar y zapallo precocido. Posteriormente, esa masa se fríe en forma de anillos que luego son «pasados» por una salsa compuesta de chancaca, agua, azúcar granulada, canela, cáscara de naranja o limón, clavo de olor y maicena para espesarla. Se comen calientes y de manera habitual en invierno a la hora del té (llamada «las once» en dicho país).

## Galería

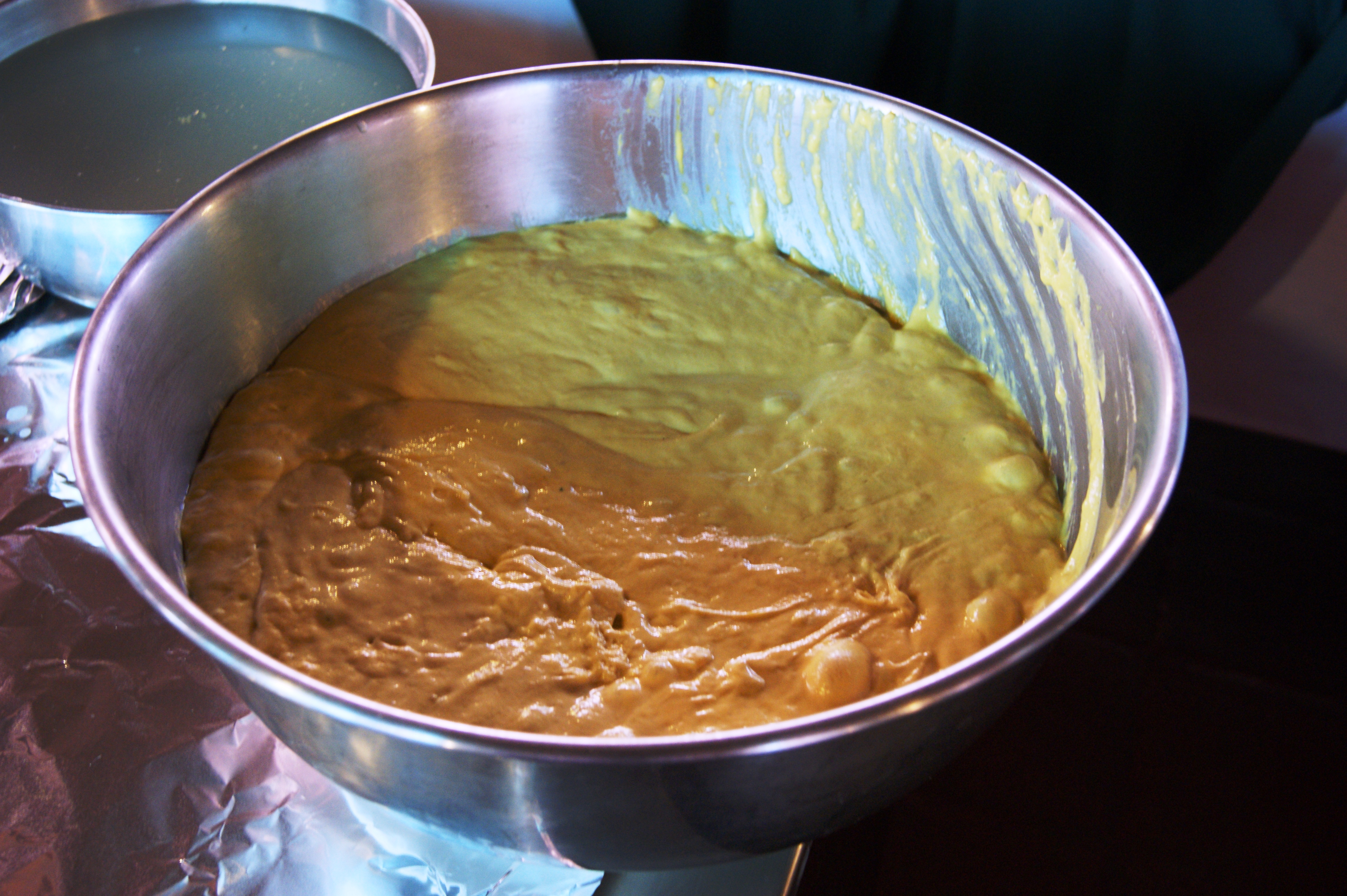
Masa elaborada para preparar picarones peruanos
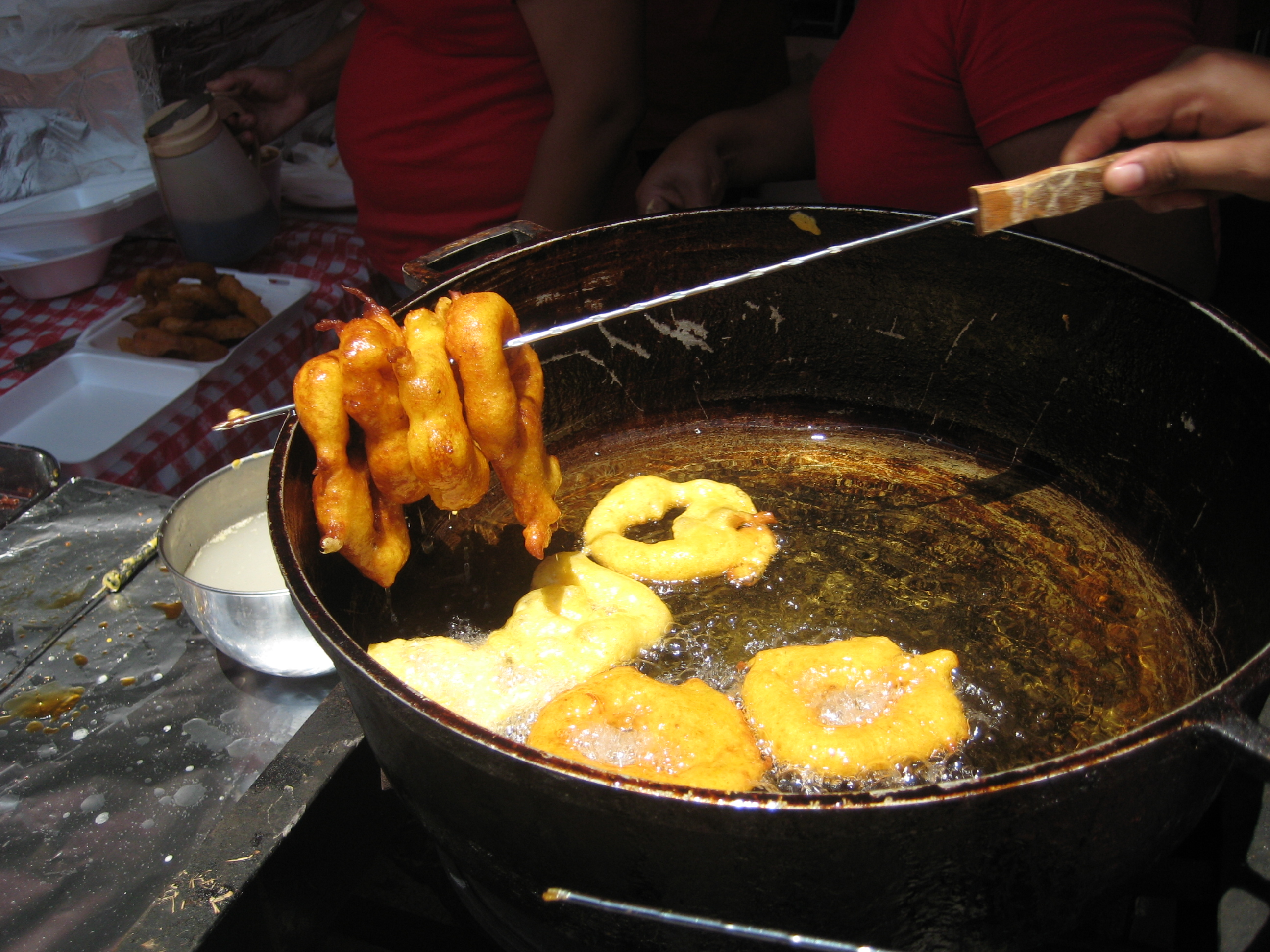
Técnica de fritura de los picarones peruanos
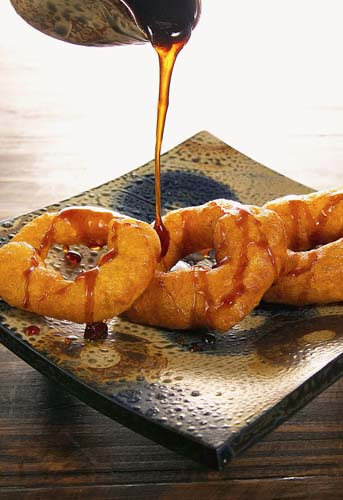
Picarones peruanos siendo bañados con miel de chancaca
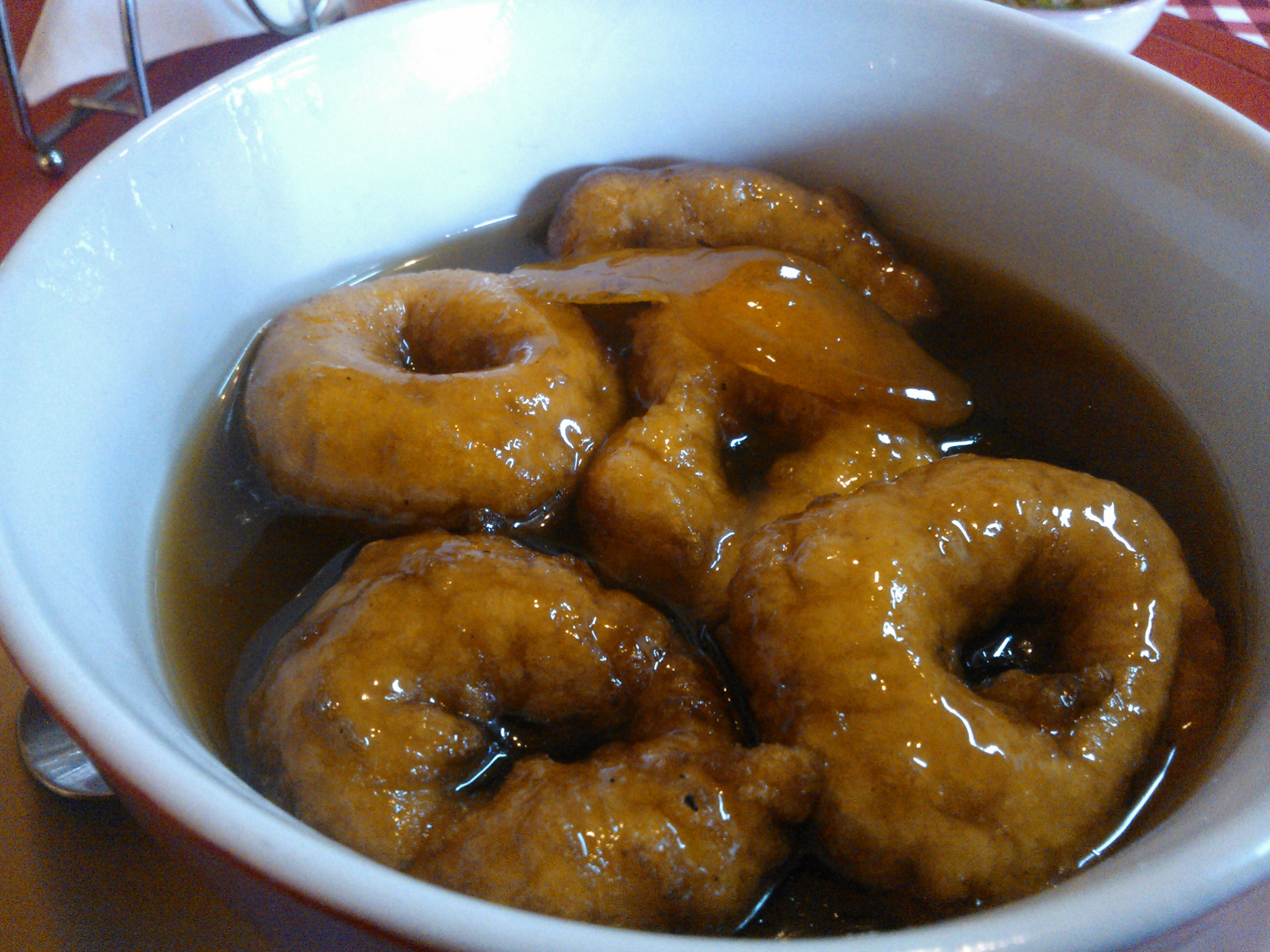
Porción de picarones chilenos